# Epidendrum cogniauxianum
Epidendrum cogniauxianum är en orkidéart som beskrevs av Frederico Carlos Hoehne. Epidendrum cogniauxianum ingår i släktet Epidendrum och familjen orkidéer. Inga underarter finns listade i Catalogue of Life.